# Steve Wacholz
Steve „Doc“ Wacholz (* 11. Mai 1962 in White Plains, New York) ist ein US-amerikanischer Metal-Schlagzeuger. Sein Markenzeichen ist ein großes Schlagzeug mit drei Bass-Drums.

## Leben

### Anfänge mit den Oliva Brüdern
Im Alter von 14 Jahren lernte Steve Wacholz Criss Oliva kennen. 1979 schloss er sich der Band Avatar an, in der Criss Oliva zusammen mit seinem Bruder Jon Oliva spielte. Zuvor hatte die Band Alien geheißen. Von den Brüdern bekam Wacholz seinen markanten Spitznamen, „Doctor Hardware Killdrums“, der auf sein hartes, brutales Schlagzeugspiel zurückzuführen ist. Der Spitzname wird meistens mit „Doc Killdrums“ oder „Doc“ abgekürzt. Er wurde so genannt, als er beim Schlagzeugspielen mal wieder Teile seines Equipments zerstörte.

### Savatage
1983 benannte sich die Band in Savatage um, da es bereits eine andere Band namens Avatar gab. 1983 nahm die Band in einer Session 15 Songs auf, die aufgrund von Geldproblemen nur einen einzigen Tag ging. Daraus entstand 1983 das Album Sirens und die 1984 erschienene EP The Dungeons Are Calling. Die Alben wurden jeweils von Combat Records und Metal Blade veröffentlicht bzw. vertrieben. 1985 wechselte die Band zu Atlantic Records und veröffentlichte das Album Power of the Night. Das Album wurde von Max Norman aufgenommen. Während der Aufnahmen war die Band zunehmend unzufrieden mit Bassist Keith Collins und entließ diesen. Als neuer Bassist wurde Johnny Lee Middleton gefunden. Mit diesem wurde 1986 das Album Fight for the Rock veröffentlicht. Die Plattenfirma wollte den angehenden Glam Metal Markt erobern und die Band sollte daher radiotaugliche Songs schreiben. Die Songs kamen jedoch kaum an und das Album floppte. 1987 wurde mit Produzent Paul O’Neill das Album Hall of the Mountain King veröffentlicht. Die Zusammenarbeit mit O’Neill stellte den Wendepunkt in der Bandgeschichte dar. O’Neill schuf mit der Band einen orchestralen Sound, der Metal mit anderen, progressiven Musikstilen verband. 1989 erschien, mit dem neuen, zusätzlichen Gitarristen Chris Caffery, der angeblich auf dem Album nur angegeben ist und nicht spielt, das Album Gutter Ballet. Nach der Tour zum Album verließ Caffery jedoch die Band. 1991 erschien das Album Streets – A Rock Opera, das ursprünglich als Broadway-Musical gedacht war. Daraufhin musste Jon Oliva aufgrund persönlicher Probleme seinen Posten als Sänger verlassen. Er wechselte ans Keyboard (pausierte jedoch auf der Streets-Tour) und wurde durch Zachary Stevens ersetzt. In dieser Besetzung erschien 1993 das Album Edge of Thorns. Zum Zeitpunkt der Edge of Thorns-Tour hatte Wacholz bereits ein eigenes Geschäft eröffnet und fragte daher Andy James, ob er ihn vertreten könne. Nach der Tour verstarb jedoch Criss Oliva bei einem Autounfall. Wacholz ist zwar auf dem 1994 erschienenen Album Handful of Rain als Schlagzeuger angegeben, hatte allerdings zu diesem Zeitpunkt die Band bereits so gut wie verlassen. Der Verlust und der neue musikalische Kurs der Band waren die Gründe. Wacholz wollte mehr Richtung der alten Alben und Doctor Butcher gehen, während die Band den Klang erfand, der später durch das Trans-Siberian Orchestra perfektioniert wurde.

### Nach Savatage
Wacholz schloss sein Geschäft, den „Hobby Shop“ nach zwei Jahren und arbeitete bei einer Firma namens Thoroughbred Music. Er arbeitete auch durchgehend als Schlagzeug-Lehrer und Promoter. Jedoch konzentrierte er sich auf Familien-Events. Zusätzlich arbeitete er als staatlich geprüfter Investment-Spezialist und hatte seine eigene Plattenfirma Spybat. Er arbeitete auch zwischenzeitlich in einem Musikladen. Aktuelles ist jedoch nicht bekannt.

### Mitgliedschaft in weiteren Bands
1999 war er kurz bei Crimson Glory. Er ist auf deren 1999 erschienenem Album Astronomica als Schlagzeuger vermerkt. 2010 wurde er Schlagzeuger der Band Reverence. Andere Mitglieder der Band sind: Todd Michael Hall (Gesang), Bryan Holland (Gitarre), Ned Meloni (Bass) und Pete Rossi (Gitarre). 2012 erschien das Album When Darkness Calls. 2014 kündigte die Band auf ihrer Facebook-Seite ein neues Album an. Am 21. Oktober 2015 erschien schließlich das neue Album Gods of War.

### Privatleben
Steve Wacholz hat Florida mittlerweile verlassen und wohnt in North Carolina, wo er das Waffengeschäft Cherokee Guns betreibt. Er hat laut eigenen Angaben eine Adoptivtochter. 2019 kam Wacholz und sein Waffengeschäft in negative Schlagzeilen, als sie in einem politischen Plakat Politikerinnen verunglimpften. Auf den Internetpräsenzen des Geschäfts wurde Werbung für Donald Trump gemacht.

## Diskografie (Auswahl)
Savatage
- 1983: Sirens (Studio-Album)
- 1984: The Dungeons Are Calling (EP)
- 1985: Power of the Night (Studio-Album)
- 1986: Fight for the Rock (Studio-Album)
- 1987: Hall of the Mountain King (Studio-Album)
- 1989: Gutter Ballet (Studio-Album)
- 1991: Streets – A Rock Opera (Studio-Album)
- 1993: Edge of Thorns (Studio-Album)
- 1994: Handful of Rain (Studio-Album, Wacholz ist als Schlagzeuger angegeben. In Wirklichkeit spielte jedoch Jon Oliva das Schlagzeug ein)

Crimson Glory
- 1999: Astronomica (Studio-Album, Wacholz ist als Schlagzeuger angegeben. In Wirklichkeit spielte ein Drum-Computer)

Reverence
- 2012: When Darkness Calls
- 2015: Gods of War